# George Nathan
George Montague Nathan (Londres, 1895 - Brunete, 16 de julio de 1937) fue un militar inglés, antiguo miembro de los servicios secretos británicos y comandante, sucesivamente, de varios batallones de las Brigadas Internacionales durante la Guerra civil española. Llegó a ser miembro del Estado Mayor de la XV Brigada Internacional.

## Biografía
Durante la Primera Guerra Mundial luchó en el Ejército británico en el frente occidental. Llegó a alcanzar el grado de sargento mayor de compañía y fue distinguido con el ascenso a oficial en la Brigada de Guardias ("el primer oficial judío de la Brigada"). No obstante, los archivos militares muestran que fue oficial en el Warwickshire Regiment.
Poco se sabe de sus actividades entre 1918 y 1936,aunque se ha señalado la posibilidad de que fuera el responsable de los "Asesinatos del toque de queda de Limerick"(el asesinato del alcalde y exalcalde de la ciudad, ambos miembros de Sinn Féin)  mientras trabajaba encubierto para la inteligencia británica con los Black and Tans en Limerick.
Enrolado en el otoño de 1936 en las Brigadas Internacionales en la guerra civil española, inicialmente comandó a los británicos en el francés Batallón La Marseillaise, siendo nombrado después comandante del mismo batallón a primeros de 1937 tras el fusilamiento de su predecesor, Gaston Delasalle, por espionaje. Posteriormente, comandó sucesivamente el Batallón Lincoln, el batallón Washington y el Batallón Británico en distintas operaciones. 
Se destacó por su comportamiento ejemplar y sangre fría durante la batalla del Jarama. Llevaba encima el clásico bastón de mando de los oficiales ingleses; sus botes siempre brillaban y su aspecto fue siempre elegante. A pesar de haber sido rechazado como miembro del Partido Comunista, tal vez por su homosexualidad, lo cierto es que los observadores del Komintern admiraron en él su "fría arrogancia bajo el fuego". Debido a los rumores sobre su pasado en Irlanda, mantuvo una reunión con los voluntarios irlandeses en febrero de 1937, donde dijo "Todos hemos madurado políticamente, ahora somos todos socialistas y unidos". Aparentemente "los reunidos respondieron al espíritu de su discurso, y fue aplaudido". Llegó a ser jefe de Estado Mayor de la XV Brigada Internacional eclipsando al incompetente coronel "Gal" en la batalla del Jarama aunque cayó en combate el 16 de julio de 1937 al ser herido de muerte por un proyectil de aviación, en el transcurso de la batalla de Brunete donde estaba al mando de uno de los tres batallones de la XV Brigada. Herido de muerte, se hizo llevar a un campo de olivos donde pidió a sus hombres que cantaran para ayudarle a morir. Fue enterrado a orillas del río Guadarrama en medio de un gran pesar por parte de sus hombres y mandos.